# Barbacenia involucrata
Barbacenia involucrata là một loài thực vật có hoa trong họ Velloziaceae. Loài này được L.B.Sm. miêu tả khoa học đầu tiên năm 1963.